# Joan de la Malla
Joan de la Malla (Barcelona, 1982) és un fotògraf independent, biòleg i naturalista, especialitzat en fotografia de natura. A més, és divemaster i instructor de fotografia subaquàtica de l'organització internacional ACUC i guia acompanyant en safaris fotogràfics.

## Trajectòria professional

### Educació
Joan de la Malla organitza i imparteix tallers i cursos temàtics de fotografia. Ha col·laborat amb l'Institut Jane Goodall, l'agència de viatges Orixà, aules ambientals de l'Ajuntament de Barcelona, ASMAT, l'Associació Catalana de Ciències Ambientals, el Col·legi d'Ambientòlegs de Catalunya, el Zoo de Barcelona, la Fundació Mona... i una àmplia diversitat d'associacions i agrupacions fotogràfiques, mediambientals i de muntanya nacionals i internacionals.
És el director del Postgrau de Fotografia Digital de la Universitat Ramon Llull a la facultat de La Salle i imparteix el mòdul de Tècniques fotogràfiques aplicades a l'etologia en el Postgrau d'Etoprimatología de la Fundació Mona i la Universitat de Girona. A més, participa en activitats de la Societat Catalana de Fotògrafs de Natura (Institut d'Estudis Catalans) i és membre de la Unió de Professionals de la Imatge de Catalunya (UPIFC).

### Viatges
Bona part del treball fotogràfic de Joan de la Malla es desenvolupa en els boscos tropicals del planeta, on tracta de fotografiar l'excel·lència de la selva i denunciar alhora la problemàtica ambiental que l'amenaça. Ha treballat a països de tot el món, com ara: Uganda, Tanzània, Indonèsia, Malàisia, Perú, Equador, Panamà, Costa Rica, Tailàndia, Índia… on ha realitzat fotografia de paisatge, fotografia de fauna i macrofotografía, tant terrestre com a subaquàtica, així com alguns reportatges socials i de temàtica mediambiental.

### Publicacions
Joan de la Malla publica en mitjans d'àmbit nacional i internacional com per exemple Geo, National Geographic, Lonely Planet…; les seves imatges il·lustren diversos llibres i ha treballat per a diverses revistes i organitzacions. Disposa d'un ampli arxiu d'imatges d'àmbit nacional i internacional que distribueix personalment i a través d'algunes agències de fotografia.

## Guardons
Joan de la Malla ha obtingut nombrosos premis en concursos fotogràfics i ha estat finalista i semifinalista en diverses categories i durant diversos anys en el Wildlife Photographer of the Year, un dels concursos de fotografia de naturalesa més reconeguts en l'àmbit internacional. Premiat amb la beca del prestigiós concurs internacional Montphoto-WWF 2018 amb un projecte conservacionista de natura a Madagascar.